# 대병면
대병면(大幷面)은 대한민국 경상남도 합천군의 면이다. 서북의 황매산을 경계로 산청군, 월여산을 경계로 거창군, 남으로 가회면, 동으로 용주면, 북으로 봉산면과 접하고 있다.  합천호를 중심으로 수려한 황매산군립공원과 100리 벚꽃길이 이어져 있는 산중호반의 관광지이다.

## 행정 구역
- 상천리
- 성리
- 대지리
- 장단리
- 하금리
- 양리
- 역평리
- 유전리
- 회양리

## 교육
- 대병초등학교
- 대병중학교

## 특산물
- 꿀(양봉,토종)
- 밤